# Stanton (Califórnia)
Stanton é uma cidade localizada no estado americano da Califórnia, no condado de Orange. Foi incorporada em 4 de junho de 1956.

## Geografia
De acordo com o United States Census Bureau, a cidade tem uma área de 8,1 km², onde todos os 8,1 km² estão cobertos por terra.

### Localidades na vizinhança
O diagrama seguinte representa as localidades num raio de 8 km ao redor de Stanton.

## Demografia
Segundo o censo nacional de 2010, a sua população é de 38 186 habitantes e sua densidade populacional é de 4 680,54 hab/km². É a cidade mais densamente povoada do condado de Orange. Possui 11 283 residências, que resulta em uma densidade de 1 382,98 residências/km².